# Refuge des Écrins
Das Refuge des Écrins, auch als Refuge Caron bezeichnet, ist eine Schutzhütte der Sektion Briançon des Club Alpin Français im Pelvoux, einem Teil der Dauphiné-Alpen, auf 3172 m Höhe in unmittelbarer Nähe des südlichsten und westlichsten Viertausenders der Alpen, der Barre des Écrins.

## Lage
Die Schutzhütte Refuge des Écrins liegt auf einer Felskanzel oberhalb des Gletschers Glacier Blanc, der während des Aufstieges überschritten wird. Die Hütte bietet durch ihre Lage einen idealen Rundblick, unter anderem auf die Barre des Écrins. Die im Frühjahr und Sommer bewartete Hütte ist in viereinhalb Stunden von Pré de Madame Carle, wo die von Ailefroide heranführende Straße endet, zu Fuß erreichbar. Im Verlauf des Weges zum Refuge des Écrins wird das Refuge du Glacier Blanc passiert. Der Zugang ist auch über den Col des Écrins möglich.

## Beschreibung
Das Refuge des Écrins ist ein aus Granitblöcken errichtetes dreigeschossiges Gebäude. Eine Plattform dient als Helikopterlandeplatz für Rettungseinsätze und zur Versorgung der üblicherweise etwa von Anfang April bis Mitte September bewarteten Hütte.

## Geschichte
Im Jahr 1903 wurde eine erste Unterkunft in einem Bogen des Gletschers Glacier Blanc im Bereich unterhalb der Gipfel Col Émile Pic und Roche Faurio errichtet, das Abri Caron. Die Holzhütte bot nur wenige Plätze. Benannt war sie nach Ernest Caron, dem ehemaligen Präsidenten der Sektion Briançon des Club Alpin Français und Präsidenten des Club Alpin Français seit 1998. Diese Hütte wurde im Jahr 1921 durch einen Brand zerstört.
Eine größere Hütte, ebenfalls aus Holz, wurde unmittelbar anschließend errichtet und bot 36 Personen Platz.
Durch die Entwicklung des Alpinismus nach dem Krieg wurde ab Beginn der 1960er-Jahre deutlich, dass die Notwendigkeit eines erheblich größeren Neubaus bestand. Im Frühjahr 1968 begannen die Arbeiten an der neuen Unterkunft. Mit Helikoptern wurden unter teils anspruchsvollen Wetterbedingungen 170 Tonnen Baumaterial transportiert. Im September 1968 wurde der Rohbau abgeschlossen. Der Innenausbau erfolgte im Folgejahr. Am 22. Juni 1969 wurde die neue Unterkunft für die Bergsteiger geöffnet. Die offizielle Einweihung erfolgte am 16. September 1969. Die vorher bestehende hölzerne Hütte wurde abgebaut.

## Aufstiege
Das Refuge des Écrins ist Ausgangspunkt für den Zustieg zu
- Barre des Écrins (4102 m) und Dôme de Neige des Écrins (4015 m)
- Pic de Neige Cordier (3614 m)
- Pointe Louise (3668 m)
- Roche Faurio (3730 m)
- Roche Paillon (3636 m)
- Barre Noire (3751 m)